# Found Heaven
Found Heaven es el tercer álbum de estudio del cantautor estadounidense Conan Gray, que Republic Records publicó el 5 de abril de 2024. El álbum estuvo precedido por los sencillos «Never Ending Song», «Winner», «Killing Me», «Lonely Dancers» y «Alley Rose».

## Antecedentes y lanzamiento
Gray lanzó su segundo álbum de estudio, Superache, en junio de 2022.  En mayo de 2023, Gray comenzó a anticipar música nueva. El 19 de mayo, lanzó el sencillo principal del álbum, «Never Ending Song».  El segundo sencillo, «Winner», se publicó el 25 de agosto. «Killing Me» fue lanzado como tercer sencillo el 31 de octubre. Gray anunció Found Heaven el 31 de enero de 2024,   y lanzó el cuarto sencillo «Lonely Dancers» el 9 de febrero.  Poco después, Gray anunció una gira internacional para promocionar el álbum y, el 8 de marzo, lanzó «Alley Rose» como quinto sencillo.  
En Found Heaven, Gray trabajó con los productores Max Martin, Greg Kurstin y Shawn Everett, entre otros. 

## Lista de canciones
| N.º | Título              | Productor(es) | Duración |  |
| 1.  | «Found Heaven»      |               | 2:57     |  |
| 2.  | «Never Ending Song» | Martin        | 2:35     |  |
| 3.  | «Fainted Love»      |               | 2:50     |  |
| 4.  | «Lonely Dancers»    | Holter        | 2:29     |  |
| 5.  | «Alley Rose»        | Greg Kurstin  | 3:28     |  |
| 6.  | «The Final Fight»   |               | 2:09     |  |
| 7.  | «Miss You»          |               | 2:23     |  |
| 8.  | «Bourgeoisieses»    |               | 2:31     |  |
| 9.  | «Forever With Me»   |               | 3:35     |  |
| 10. | «Eye Of The Night»  |               | 2:21     |  |
| 11. | «Boys & Girls»      |               | 2:22     |  |
| 12. | «Killing Me»        | Holter        | 3:24     |  |
| 13. | «Winner»            | Kurstin       | 3:37     |  |